# A.N.F. Les Mureaux 160
L'A.N.F. Les Mureaux 160T est un avion de tourisme français de l'Entre-deux-guerres. 
Monoplan monomoteur de construction entièrement métallique, ce biplace de tourisme à cabine fermée et train fixe effectua son premier vol en octobre 1932, avec un moteur en ligne Renault entraînant une hélice bipale en bois. Un tel appareil était fort coûteux pour le marché civil de l’époque et le prototype resta sans suite.